# Oxaalzuur
Oxaalzuur (IUPAC-naam), zuringzuur of ethaandizuur (systematische naam) is een dicarbonzuur waarbij beide carboxygroepen rechtstreeks aan elkaar gebonden zijn. De zuivere watervrije stof komt voor als een wit kristallijn poeder, dat matig oplosbaar is in water. Oxaalzuur vormt door kristallisatie in waterige oplossingen met twee moleculen kristalwater een dihydraat, dat kleurloos is.

## Natuurlijk voorkomen
Oxaalzuur en derivaten ervan komen voor in verschillende planten, met name rabarber en klaverzuring. Voedingsmiddelen die aanzienlijke hoeveelheden oxaalzuur bevatten zijn cacao, chocolade, de meeste noten, bessen, bonen en bieten. Ook komt het voor in peterselie, spinazie en postelein.

## Synthese
Oxaalzuur kan bereid worden door het aanzuren van natriumoxalaat, dat op zijn beurt bereid kan worden door het verhitten van natriumformiaat bij 360 °C:
{\displaystyle {\ce {2HCOONa -> Na2C2O4 + H2}}}
{\displaystyle {\ce {Na2C2O4 + 2H+ -> C2H2O4 + 2Na+}}}
De jaarlijkse hoeveelheid geproduceerd oxaalzuur ligt op 140.000 ton.

## Structuur en eigenschappen
De zouten en esters van oxaalzuur worden oxalaten genoemd. De zouten kunnen eenvoudigweg gevormd worden door reactie met een base. Met natriumhydroxide wordt natriumoxalaat gevormd:
{\displaystyle {\ce {C2H2O4 + 2NaOH -> Na2C2O4 + 2H2O}}}
De esters kunnen bereid worden door een verestering van een alcohol met oxaalzuur.
Oxaalzuur is een van de sterkste carbonzuren, met een eerste zuurconstante, uitgedrukt in pKa, van 1,27. Dit wordt veroorzaakt door de elektronenzuigende werking die de tweede carboxygroep uitoefent. De eerste ionisatiestap wordt nog sterker bevorderd door intramoleculaire waterstofbrugvorming. Het tweede proton wordt moeilijker afgestaan, omdat er reeds een naburige negatieve lading aanwezig is (in de eerstgevormde carboxylaatgroep). Zodoende is de tweede zuurconstante groter (4,27).
In een potentiometrische titratie zijn de twee ionisatiestappen met moeite afzonderlijk te zien. Bij een conductometrische titratie is het verschil wel goed te zien, omdat de eerste stap zich als een redelijk sterk zuur gedraagt en de tweede stap zwak zuur gedrag vertoont.

## Toepassingen

### Huishouden
Oxaalzuur kan gevonden worden in huishoudproducten en anti-roestmiddelen. Een oplossing van 1:10 wordt gebruikt om het weer uit hout te verwijderen en is te koop onder de naam ontweringswater.

### Analytische chemie
In de analytische chemie wordt oxaalzuur (als dihydraat) als oertiterstof gebruikt voor basische oplossingen zoals natriumhydroxide en kaliumhydroxide, maar ook oplossingen van oxidatoren, zoals kaliumpermanganaat, kaliumperjodaat of kaliumdichromaat. Meestal gaat men uit van ongeveer 0,1 mol/L als standaardconcentratie.

### Klinische chemie
In de klinische chemie wordt oxaalzuur toegepast om het stollen van bloed te voorkomen. Bij de bloedstolling speelt het calcium-ion een sleutelrol. Door het calcium met oxalaat te binden is het niet meer beschikbaar voor de stollingsreactie en blijft het bloed vloeibaar.

### Bestrijding van parasieten op bijen
Oxaalzuur is een middel ter bestrijding van de varroamijt (Varroa destructor). Deze mijt is zowat de grootste oorzaak van het teloorgaan van de Europese bijen in het wild. Imkers kunnen deze mijten in hun kasten zeer goed behandelen met een mengeling van oxaalzuur, water en suiker. Dit wordt ofwel over de bijen gesprenkeld dan wel onderaan in de bijenkast verdampt. Daags nadien kan men op de controleplank onder de kast veel dode mijten terugvinden. Werken met oxaalzuur kan enkel in bepaalde periodes. De winter is een ideale periode aangezien er dan geen broed is en de mijten op de bijen leven. Als de mijten eenmaal in het broed zitten heeft oxaalzuur geen effect meer.

## Toxicologie en veiligheid
Wanneer oxaalzuur wordt ingenomen irriteert het de binnenkant van de keel. Oxaalzuur bindt zich in het lichaam met metaalionen, zoals calcium, waarmee het oxalaten vormt die de keel en nieren kunnen irriteren. Sommige nierstenen bestaan voor het grootste gedeelte uit oxalaten.
Langdurige of herhaalde blootstelling aan oxaalzuur kan schade aan de nieren toebrengen. Aan de ogen kan een kleine hoeveelheid stof oogirritatie (gekarakteriseerd door rode en waterige ogen) veroorzaken, langdurig contact kan schade aan het hoornvlies of zelfs blindheid veroorzaken. Herhaalde blootstelling aan de huid geeft weefselbeschadiging, ontstekingen of brandblaren, afhankelijk van de blootstellingsduur.
Inhalatie van oxaalzuur kan verschillende gradaties van longschade en irritatie aan de luchtwegen veroorzaken, gekarakteriseerd door branderig gevoel in de keel, kuchen en hoesten. Grote hoeveelheden kunnen verstikking, bewusteloosheid en zelfs dood veroorzaken.